# Chrysopa pigmentata
Chrysopa pigmentata is een insect uit de familie van de gaasvliegen (Chrysopidae), die tot de orde netvleugeligen (Neuroptera) behoort. 
Chrysopa pigmentata is voor het eerst wetenschappelijk beschreven door Handschin in 1935.